# Simpsonregel
Die Simpsonregel oder simpsonsche Formel (nach Thomas Simpson) ist ein Verfahren der numerischen Integration, bei dem eine Näherung zum Integral einer in einem Intervall schwer zu integrierenden Funktion  berechnet wird, indem man die Funktion  durch eine exakt integrierbare Parabel annähert.

## Regel

Simpsonsche Formel

Für eine Funktion {\displaystyle f\colon [a,b]\to \mathbb {R} } im Intervall {\displaystyle [a,b]} wird eine Parabel {\displaystyle P} als Interpolationspolynom durch die Funktionswerte an den Stellen {\displaystyle a}, {\displaystyle b} und {\displaystyle m={\tfrac {a+b}{2}}} gelegt. Das Integral von {\displaystyle f} nähert man dann durch das Integral der Parabel an. Die Simpsonregel für das Integral 
{\displaystyle J=\int _{a}^{b}f(x)\,\mathrm {d} x}
lautet dann 
{\displaystyle S(f)={\frac {b-a}{6}}\cdot \left(f(a)+4f(m)+f(b)\right)}.
Der Wert {\displaystyle S(f)} ist dann eine Näherung von {\displaystyle J}. Somit ist die Simpsonregel eine abgeschlossene Newton-Cotes-Formel.

## Fehlerabschätzung
Das Restglied  (alternativ der Quadraturfehler) {\displaystyle E(f)} beschreibt die Differenz des tatsächlichen Integrals und der Näherung durch die Simpsonregel:
{\displaystyle J(f)=\int _{a}^{b}f(x)\,\mathrm {d} x=S(f)+E(f).}
Ist {\displaystyle f(x)} viermal stetig differenzierbar in {\displaystyle [a,b]}, dann gilt für das Restglied {\displaystyle E(f)} die Abschätzung
{\displaystyle \left|E(f)\right|\leq {\frac {(b-a)^{5}}{2880}}\max _{a\leq x\leq b}{\left|f^{(4)}(x)\right|}.}
Ist {\displaystyle f(x)} zusätzlich noch reellwertig, dann gilt mit einer geeigneten Zwischenstelle {\displaystyle \zeta } aus {\displaystyle [a,b]} für das Restglied
{\displaystyle E(f)=-{\frac {(b-a)^{5}}{2880}}{f^{(4)}(\zeta )}.}
Diese Restglieddarstellung wurde 1887 von Giuseppe Peano gefunden. Sie besagt insbesondere, dass die Simpsonregel Polynome vom Grad drei exakt integriert, also einen Grad höher, als man nach Konstruktion erwarten würde. Diese Eigenschaft haben alle abgeschlossenen und offenen Newton-Cotes-Formeln von geradem Grad.

## Veranschaulichung durch Rechteckflächen

Simpsonsche Formel Veranschaulichung

Das Integral der Näherungs-Parabel ist gleich der schraffierten Fläche von sechs Rechtecken, deren Breite jeweils {\displaystyle {\tfrac {1}{6}}} des Intervalls {\displaystyle [a,b]} ist. Ein Rechteck hat dabei die Höhe {\displaystyle f(a)}, ein Rechteck die Höhe {\displaystyle f(b)} und vier Rechtecke die Höhe {\displaystyle f(m)}.
Hier sieht man auch den Zusammenhang mit der Sehnentrapezformel
{\displaystyle T(f)={\frac {b-a}{2}}\ {\bigl (}f(a)+f(b){\bigr )}}
und der Tangententrapezformel oder Mittelpunktsregel
{\displaystyle M(f)=(b-a)\ f\left({\frac {a+b}{2}}\right)}.
Während die zwei äußeren Rechtecke der mit {\displaystyle {\tfrac {1}{3}}} skalierten Sehnentrapezformel entsprechen, entsprechen die übrigen Rechtecke der mit {\displaystyle {\tfrac {2}{3}}} skalierten Tangententrapezformel. Es ergibt sich die Ausgangsformel der simpsonschen Formel:
{\displaystyle S(f)={\frac {1}{3}}\ T(f)+{\frac {2}{3}}\ M(f)}
aus der sich nach Einsetzen und Umformen die bereits bekannte simpsonsche Formel ergibt:
{\displaystyle S(f)={\frac {b-a}{6}}\left(f(a)+4f\left({\frac {a+b}{2}}\right)+f(b)\right)}.

## Beispiel
Wir betrachten im Folgenden das Beispiel
{\displaystyle J(f)=\int _{0}^{2}3^{3x-1}\,\mathrm {d} x=\left[{\frac {3^{3x-2}}{\ln(3)}}\right]_{0}^{2}={\frac {3^{3\cdot 2-2}}{\ln(3)}}-{\frac {3^{3\cdot 0-2}}{\ln(3)}}={\frac {728}{9\ln(3)}}=73{,}628239\dots }
Bemerkung: Diese Funktion dient der Veranschaulichung und ist auf einfache Weise elementar integrierbar. In der Praxis werden die simpsonsche Formel und effizientere Verfahren zur numerischen Integration üblicherweise auf Funktionen angewendet, die nicht oder nicht effektiv elementar integrierbar sind.
Gute Ergebnisse erzielt man, indem das Intervall in mehrere Teilintervalle zerlegt und die Simpsonregel in jedem dieser Teilintervalle angewendet wird. Diese Summationsvarianten werden nachfolgend vorgestellt und jeweils auf dieses Beispiel angewendet.

## Summierte simpsonsche Formel
Um das Integral noch besser annähern zu können, unterteilt man das Intervall {\displaystyle [a,b]} in nebeneinanderliegende, gleich große Teilintervalle. In jedem Teilintervall wendet man die simpsonsche Formel für die einzelnen Teilflächen an und addiert danach die entstandenen Näherungen. Damit erhält man die summierte oder zusammengesetzte Simpsonregel. Es gibt unterschiedliche Notationen für die Unterteilung in Teilintervalle, die zu verschiedenen Formulierungen der summierten simpsonschen Formel führen.

### Variante 1

Summierte simpsonsche Formel für

Hier unterteilt man das Intervall {\displaystyle [a,b]} in {\displaystyle N} nebeneinanderliegende, gleich große Teilintervalle {\displaystyle [x_{i},x_{i+1}]} der Länge {\displaystyle h}. In jedem Teilintervall wendet man die simpsonsche Formel
{\displaystyle {\frac {h}{6}}\cdot (f(x_{i})+4\cdot f\left({\frac {x_{i}+x_{i+1}}{2}}\right)+f(x_{i+1}))}
an und addiert danach die entstandenen Näherungen. Mit
{\displaystyle h={\frac {b-a}{N}}}
und
{\displaystyle x_{i}=a+i\cdot h}
erhält man:
{\displaystyle S^{(N)}(f)={\frac {h}{6}}\cdot \left(f(x_{0})+4\cdot f\left({\frac {x_{0}+x_{1}}{2}}\right)+2\cdot f(x_{1})+4\cdot f\left({\frac {x_{1}+x_{2}}{2}}\right)+\dotsb +2\cdot f(x_{N-1})+4\cdot f\left({\frac {x_{N-1}+x_{N}}{2}}\right)+f(x_{N})\right)}
bzw.
{\displaystyle S^{(N)}(f)={\frac {h}{6}}\cdot \left(f(x_{0})+2\sum _{i=1}^{N-1}f(x_{i})+4\sum _{i=1}^{N}f\left({\frac {x_{i-1}+x_{i}}{2}}\right)+f(x_{N})\right)}.

#### Beispiel
Angewandt auf obiges Beispiel:
Sei {\displaystyle N=3} und somit die Schrittweite {\displaystyle h={\tfrac {2}{3}}}. Dann ist
{\displaystyle {\begin{aligned}S^{(3)}(f)&={\frac {2}{18}}\left(f(0)+2\left(f\left({\frac {2}{3}}\right)+f\left({\frac {4}{3}}\right)\right)+4\left(f\left({\frac {1}{3}}\right)+f\left({\frac {3}{3}}\right)+f\left({\frac {5}{3}}\right)\right)+f(2)\right)\\&={\frac {2002}{27}}=74{,}{\overline {148}}\\\end{aligned}}}.
Sei {\displaystyle N=6} und somit die Schrittweite {\displaystyle h={\tfrac {2}{6}}={\tfrac {1}{3}}}. Dann ist
{\displaystyle {\begin{aligned}S^{(6)}(f)&={\frac {1}{18}}\left(f(0)+2\left(f\left({\frac {1}{3}}\right)+f\left({\frac {2}{3}}\right)+f(1)+f\left({\frac {4}{3}}\right)+f\left({\frac {5}{3}}\right)\right)+f(2)\right)\\&+{\frac {1}{18}}\left(4\left(f\left({\frac {1}{6}}\right)+f\left({\frac {3}{6}}\right)+f\left({\frac {5}{6}}\right)+f\left({\frac {7}{6}}\right)+f\left({\frac {9}{6}}\right)+f\left({\frac {11}{6}}\right)\right)\right)\\&={\frac {728\cdot ({\sqrt {3}}+1)}{27}}=73{,}664184\dots \end{aligned}}}
Diese Simpson-Näherung ist gleichwertig zu
{\displaystyle {\frac {1}{3}}\left(T^{(6)}(f)+2M^{(6)}(f)\right)={\frac {4\cdot T^{(12)}(f)-T^{(6)}(f)}{3}}={\frac {728\cdot ({\sqrt {3}}+1)}{27}}=73{,}664184\dots ,}
wobei {\displaystyle T^{(6)}(f)} bzw. {\displaystyle T^{(12)}(f)} den Wert der Sehnentrapezformel und {\displaystyle M^{(6)}(f)} den Wert der Tangententrapezformel bezeichnet.

#### Fehlerabschätzung
Die Fehlerabschätzung für das Restglied {\displaystyle E(f)=\int _{a}^{b}f(x)\,\mathrm {d} x-Q(f)} lautet:
{\displaystyle \left|E(f)\right|\leq {\frac {(b-a)}{2880}}h^{4}\max _{a\leq x\leq b}{\left|f^{(4)}(x)\right|},}
beziehungsweise für reellwertige Funktionen mit einer geeigneten Zwischenstelle {\displaystyle \zeta } aus dem Intervall {\displaystyle [a,b]}
{\displaystyle E(f)=-{\frac {(b-a)}{2880}}h^{4}f^{(4)}(\zeta ).}
Der Faktor {\displaystyle h^{4}} in obiger Formel bedeutet, dass bei einer Halbierung der Schrittweite (Verdoppelung der Intervalle), wie es beim Romberg-Verfahren mit der Romberg-Folge der Fall ist, der Fehler in etwa um den Faktor 16 kleiner wird, wie auch nachfolgendes Beispiel zeigt:

#### Beispiel
Angewandt auf obiges Beispiel:
Mit {\displaystyle f^{(4)}(x)=3^{3x+3}\cdot \ln(3)^{4}} folgt
{\displaystyle \max _{0\leq x\leq 2}\left|f^{(4)}(x)\right|=3^{3\cdot 2+3}\cdot \ln(3)^{4}=3^{9}\cdot (\ln(3))^{4}}
und somit die Fehlerabschätzung
{\displaystyle \left|E^{(3)}(f)\right|\leq {\frac {2}{2880}}\cdot \left({\frac {2}{3}}\right)^{4}\cdot 3^{9}\cdot (\ln(3))^{4}={\frac {27\cdot (\ln(3))^{4}}{10}}=3{,}933\dotso },
die erwartungsgemäß einen größeren Wert ergibt als den exakten Wert
{\displaystyle E^{(3)}(f)=-0{,}5199\dotso .}
Analog erhält man die Fehlerabschätzung
{\displaystyle \left|E^{(6)}(f)\right|\leq {\frac {2}{2880}}\cdot \left({\frac {1}{3}}\right)^{4}\cdot 3^{9}\cdot (\ln(3))^{4}={\frac {27\cdot (\ln(3))^{4}}{160}}=0{,}2458\dotso },
die erwartungsgemäß einen größeren Wert ergibt als den exakten Wert
{\displaystyle E^{(6)}(f)=-0{,}0359\dotso }.
Es gilt
{\displaystyle \left|E^{(6)}(f)\right|=0{,}0359\dotso \approx {\frac {\left|E^{(3)}(f)\right|}{16}}={\frac {0{,}5199\dotso }{16}}=0{,}03249\dotso }.

#### Fehlerschätzung
Rechnet man die Simpsonregel zweimal mit 2 verschiedenen Anzahlen von Intervallen {\displaystyle N\neq M}, so erhält man folgende Fehlerschätzung:
{\displaystyle E^{(N)}(f)\approx {\frac {M^{4}}{M^{4}-N^{4}}}\left(S^{(M)}(f)-S^{(N)}(f)\right).}
Speziell bei der Verdoppelung der Intervalle {\displaystyle M=2N} (Halbierung der Schrittweite) erhält man die Fehlerschätzung:
{\displaystyle E^{(N)}(f)\approx {\frac {16}{15}}\left(S^{(2N)}(f)-S^{(N)}(f)\right).}
Angewandt auf das obige Beispiel erhält man
{\displaystyle E^{(3)}(f)=-0{,}5199\dots \approx {\frac {16}{15}}\left(S^{(6)}(f)-S^{(3)}(f)\right)=-0{,}5162\dots }

### Variante 2

Summierte simpsonsche Formel für N=4

Hier unterteilt man das Intervall {\displaystyle [a,b]} in {\displaystyle n={\tfrac {N}{2}}} nebeneinanderliegende, gleich große Teilintervalle {\displaystyle [x_{i},x_{i+2}]} mit Mittelpunkt {\displaystyle x_{i+1}} und Länge {\displaystyle 2h} mit {\displaystyle h={\tfrac {b-a}{N}}}. Da {\displaystyle N} jetzt gegenüber Variante 1 doppelt so groß ist, ist {\displaystyle h} gegenüber Variante 1 nur halb so groß. Somit muss in allen Formeln von Variante 1 das {\displaystyle h} durch {\displaystyle 2h} ersetzt werden.
Für jedes gerade {\displaystyle i} wendet man auf das Intervall {\displaystyle [x_{i},x_{i+2}]} die simpsonsche Formel
{\displaystyle {\frac {2h}{6}}\cdot (f(x_{i})+4\cdot f(x_{i+1})+f(x_{i+2}))={\frac {h}{3}}\cdot (f(x_{i})+4\cdot f(x_{i+1})+f(x_{i+2}))}
an und addiert danach die entstandenen Näherungen.
Für gerades {\displaystyle N} gilt nun {\displaystyle n={\tfrac {N}{2}}}, {\displaystyle h={\tfrac {b-a}{N}}} und {\displaystyle x_{k}=a+k\cdot h} und man erhält:
{\displaystyle S^{(n)}(f)={\frac {h}{3}}\left(f(x_{0})+4\cdot f(x_{1})+2\cdot f(x_{2})+4\cdot f(x_{3})+2\cdot f(x_{4})+\dotsb +4\cdot f(x_{N-1})+f(x_{N})\right).}
bzw.
{\displaystyle S^{(n)}(f)={\frac {h}{3}}\left(f(x_{0})+2\sum _{k=1}^{n-1}f(x_{2k})+f(x_{2n})+4\sum _{k=1}^{n}f(x_{2k-1})\right)}

#### Beispiel
Angewandt auf obiges Beispiel:
Sei {\displaystyle N=6}, {\displaystyle n={\tfrac {N}{2}}=3} und die Schrittweite {\displaystyle h={\tfrac {2}{6}}={\tfrac {1}{3}}}. Dann ist
{\displaystyle {\begin{aligned}S^{(3)}(f)&={\frac {1}{9}}\left(f(0)+2\left(f\left({\frac {2}{3}}\right)+f\left({\frac {4}{3}}\right)\right)+f(2)+4\left(f\left({\frac {1}{3}}\right)+f\left({\frac {3}{3}}\right)+f\left({\frac {5}{3}}\right)\right)\right)\\&={\frac {2002}{27}}=74{,}{\overline {148}}\\\end{aligned}}}.
Das ist das gleiche Resultat wie in Variante 1.

#### Fehlerabschätzung
Die Fehlerabschätzung für das Restglied {\displaystyle E^{(n)}(f)=\int _{a}^{b}f(x)\,\mathrm {d} x-S^{(n)}(f)} lautet nun
{\displaystyle \left|E^{(n)}(f)\right|\leq {\frac {(b-a)}{2880}}(2h)^{4}\max _{a\leq x\leq b}{\left|f^{(4)}(x)\right|}={\frac {(b-a)}{180}}h^{4}\max _{a\leq x\leq b}{\left|f^{(4)}(x)\right|},}
beziehungsweise für reellwertige Funktionen mit einer geeigneten Zwischenstelle {\displaystyle \zeta } aus dem Intervall {\displaystyle [a,b]}
{\displaystyle E^{(n)}(f)=-{\frac {(b-a)}{180}}h^{4}f^{(4)}(\zeta ).}

## Zusammenhang mit anderen Formeln
Addiert man zum Näherungswert {\displaystyle S^{(N)}(f)} die Fehlerschätzung für {\displaystyle E^{(N)}(f)}, so erhält man die i. A. bessere Formel:
{\displaystyle R^{(N)}(f)=S^{(N)}(f)+{\frac {16}{15}}\left(S^{(2N)}(f)-S^{(N)}(f)\right)={\frac {16\cdot S^{(2N)}(f)-S^{(N)}(f)}{15}}.}
Das ist die Formel für die 3. Spalte des Rechenschemas der Romberg-Integration bei Verwendung der Romberg-Folge und gleichzeitig das Resultat der Milne-Regel (Abgeschlossene Newton-Cotes-Formel mit Genauigkeitsgrad 5) bei Anwendung auf {\displaystyle N} Teilintervalle von {\displaystyle [a,b].}
Angewandt auf obiges Beispiel erhält man mit
{\displaystyle R^{(3)}(f)={\frac {16\cdot S^{(6)}(f)-S^{(3)}(f)}{15}}={\frac {16\cdot 73{,}664\dots -74{,}{\overline {148}}}{15}}=73{,}63192\dots }
eine bessere Näherung für das exakte Integral {\displaystyle J(f)=\int _{0}^{2}3^{3x-1}\,\mathrm {d} x=73{,}628239\dots }
als mit {\displaystyle S^{(3)}(f)=74{,}{\overline {148}}} oder {\displaystyle S^{(6)}(f)=73{,}664\dots ,}
bei gleicher Anzahl auszuwertender Funktionswerte wie bei {\displaystyle S^{(6)}(f)}, nämlich 13 Stück.

## Geschichte
Die Formel wurde erstmals von dem 1608 geborenen Evangelista Torricelli benutzt, ist aber nach dem 1710 geborenen englischen Mathematiker Thomas Simpson benannt.

### Keplersche Fassregel
Die Anwendung der Simpsonregel auf Rotationskörper entspricht der Keplerschen Fassregel, die Johannes Kepler bereits 1615 aufstellte. Über die Entstehungsgeschichte berichtet Kepler in der Widmung der späteren Veröffentlichung. Nachdem 1611 Keplers erste Frau in Prag gestorben war, heiratete er – nun in Linz arbeitend – 1613 wieder. Er kaufte für die Hochzeit einige Fässer Wein. Als der Wein eingekellert war, kam der Verkäufer mit einer Messrute und bestimmte den Inhalt für alle Fässer ohne Überlegung oder Rechnung nach der gleichen Methode. Die Messrute wurde mit ihrer metallenen Spitze durch das Spundloch quer bis zu den Rändern der beiden Böden eingeführt und die Marke am Spundloch ergab den Rauminhalt. Kepler wunderte sich, dass eine Diagonale durch die Fasshälfte ein Maß für den Rauminhalt abgeben sollte, und bezweifelte die Richtigkeit dieser Methode, da ein sehr niedriges Fass mit etwas breiteren Böden und daher sehr viel kleinerem Rauminhalt die gleiche Visierlänge besitzen könnte.
Kepler verfasste daraufhin die Schrift Nova Stereometria doliorum vinariorum 1615 (Neue Inhaltsberechnung von Weinfässern), in der er nach überprüfbaren Methoden zur Inhaltsberechnung von Weinfässern suchte. Eine dieser Methoden bestand darin, die Krümmung des Fasses durch eine Parabel anzunähern, da Inhaltsberechnungen mit Hilfe von Parabeln seit Archimedes exakt durchgeführt werden konnten.
Unter anderem beschrieb er darin eine Formel zur Berechnung der Kapazität (genauer des Volumens) von Weinfässern mit unregelmäßigen Formen. Diese Formel liefert exakte Werte für den Kreiszylinder und Kegelstumpf (einschließlich Kegel) und gute Näherungen für Kugel, Rotationsellipsoid, elliptisches Paraboloid und einschaliges Hyperboloid, also Rotationskörper durch rotierende Kegelschnitte.
Der Name Fassregel lässt sich durch die folgende Anwendung begründen: Zur Berechnung des Volumens eines Weinfasses sei {\displaystyle q(x)} die Querschnittsfläche quer zur Längsachse in der Entfernung {\displaystyle x} vom Boden des Fasses. Sie lässt sich durch Bestimmung des Umfanges leicht ausrechnen. Ist {\displaystyle h} die Höhe des Fasses, so ist das Volumen gleich
{\displaystyle V=\int _{0}^{h}q(x)\,\mathrm {d} x.}
Die Keplersche Fassregel gibt nun
{\displaystyle V\approx {\frac {h}{6}}\cdot \left(q(0)+4q\left({\frac {h}{2}}\right)+q(h)\right)}
als Näherungswert für das Volumen eines Körpers, dessen Querschnitt an drei Stellen bekannt ist. Ist der Körper ein Rotationskörper, so gilt bei Rotation der (Radius-)Funktion {\displaystyle r(x)} um die x-Achse:
{\displaystyle {\begin{aligned}V&=\pi \cdot \int _{0}^{h}(r(x))^{2}\mathrm {d} x\\&\approx \pi {\frac {h}{6}}\cdot \left(\left(r(0)\right)^{2}+4\left(r\left({\frac {h}{2}}\right)\right)^{2}+(r(h))^{2}\right)\end{aligned}}}
Ist {\displaystyle u} der Umfang von Boden und Deckel und {\displaystyle U} der Umfang in der Mitte des Fasses, so ergibt sich daraus der Näherungswert {\displaystyle N}
{\displaystyle {\begin{aligned}V&\approx N\\&=\pi {\frac {h}{6}}\cdot \left(2\left({\frac {u}{2\pi }}\right)^{2}+4\left({\frac {U}{2\pi }}\right)^{2}\right)\\&=\pi {\frac {h}{6}}\cdot \left(2\left({\frac {u^{2}}{4\pi ^{2}}}\right)+4\left({\frac {U^{2}}{4\pi ^{2}}}\right)\right)\\&={\frac {h}{6\pi }}\cdot \left({\frac {1}{2}}u^{2}+U^{2}\right)\end{aligned}}}
Also (selbstverständlich Innenmaße):
{\displaystyle V_{\text{Fass}}\approx {\frac {h}{12\pi }}\cdot \left(u^{2}+2U^{2}\right)}
oder
{\displaystyle V_{\text{Fass}}\approx {\frac {\pi h}{12}}\cdot \left(d_{\text{Rand}}^{2}+2d_{\text{Mitte}}^{2}\right)}.

#### Parabolische Krümmung

Fass mit parabolischer Krümmung

Hat das Fass eine parabolische Krümmung, so erhält man das Fass durch Rotation der Funktion des Radius {\displaystyle r(x)=ax^{2}+bx+c} um die x-Achse. Legt man zur Vereinfachung das Achsenkreuz in die Mitte des Fasses, so gilt {\displaystyle r(x)=ax^{2}+c\,.}
Mit {\displaystyle r_{r}=r\left({\tfrac {h}{2}}\right)} und {\displaystyle r_{0}=r(0)} ergeben sich die Parameter
{\displaystyle a={\frac {4}{h^{2}}}(r_{r}-r_{0})} und {\displaystyle c=r_{0}}
und damit
{\displaystyle r(x)={\frac {4}{h^{2}}}(r_{r}-r_{0})\cdot x^{2}+r_{0}\,.}
Mit {\displaystyle r_{r}={\frac {u}{2\pi }}} und {\displaystyle r_{0}={\frac {U}{2\pi }}} also
{\displaystyle {\begin{aligned}r(x)&={\frac {4}{h^{2}}}\left({\frac {u}{2\pi }}-{\frac {U}{2\pi }}\right)\cdot x^{2}+{\frac {U}{2\pi }}\\&=2{\frac {u-U}{\pi h^{2}}}x^{2}+{\frac {U}{2\pi }}\end{aligned}}}
Für den Querschnitt {\displaystyle q(x)=\pi \cdot r(x)^{2}} ergibt das
{\displaystyle q(x)={\frac {1}{\pi }}\left({\frac {4(u-U)^{2}}{h^{4}}}\cdot x^{4}+{\frac {2U(u-U)}{h^{2}}}\cdot x^{2}+{\frac {U^{2}}{4}}\right)}
Damit gilt für das Volumen unter Beachtung der Symmetrie der geraden Funktion:
{\displaystyle {\begin{aligned}V&=\int _{-{\frac {h}{2}}}^{\frac {h}{2}}q(x)\,\mathrm {d} x\\&=2\cdot \int _{0}^{\frac {h}{2}}q(x)\,\mathrm {d} x\\&={\frac {2}{\pi }}\cdot \int _{0}^{\frac {h}{2}}\left({\frac {4(u-U)^{2}}{h^{4}}}\cdot x^{4}+{\frac {2U(u-U)}{h^{2}}}\cdot x^{2}+{\frac {U^{2}}{4}}\right)\,\mathrm {d} x\\&={\frac {2}{\pi }}\left[4{\frac {(u-U)^{2}}{h^{4}}}\cdot {\frac {x^{5}}{5}}+{\frac {2U(u-U)}{h^{2}}}\cdot {\frac {x^{3}}{3}}+{\frac {U^{2}}{4}}\cdot x\right]_{0}^{\frac {h}{2}}\\&={\frac {2}{\pi }}\left(4{\frac {(u-U)^{2}}{h^{4}}}\cdot {\frac {h^{5}}{2^{5}\cdot 5}}+{\frac {2U(u-U)}{h^{2}}}\cdot {\frac {h^{3}}{2^{3}\cdot 3}}+{\frac {U^{2}}{4}}\cdot {\frac {h}{2}}\right)\\&={\frac {1}{\pi }}\left(8{\frac {(u-U)^{2}}{2^{5}\cdot 5}}h+4{\frac {U(u-U)}{2^{3}\cdot 3}}h+2{\frac {U^{2}}{2\cdot 4}}h\right)\\&={\frac {h}{\pi }}\left({\frac {1}{20}}(u-U)^{2}+{\frac {1}{6}}U(u-U)+{\frac {1}{4}}U^{2}\right)\end{aligned}}}
oder:
{\displaystyle {\begin{aligned}V&={\frac {h}{\pi }}\left({\frac {1}{20}}(u^{2}-2uU+U^{2})+{\frac {1}{6}}(Uu-U^{2})+{\frac {1}{4}}U^{2}\right)\\&={\frac {h}{60\pi }}\left(3u^{2}-6uU+3U^{2}+10Uu-10U^{2}+15U^{2}\right)\\&={\frac {h}{60\pi }}\left(3u^{2}+4uU+8U^{2}\right)\end{aligned}}}
Als Fehler erhält man:
{\displaystyle E(f)=V-N={\frac {h}{60\pi }}\cdot \left(3u^{2}+4Uu+8U^{2}\right)-{\frac {h}{12\pi }}\cdot \left(u^{2}+2U^{2}\right)=-{\frac {h}{30\pi }}\cdot (u-U)^{2}.}
An diesem Beispiel kann man die Gültigkeit der oben angegebenen Formel
{\displaystyle E(f)=-{\frac {(b-a)^{5}}{2880}}{f^{(4)}(\zeta )}}
gut verifizieren. Hier ist {\displaystyle b-a=h} und
{\displaystyle f(x)=\pi \cdot (r(x))^{2}=\pi \cdot \left({2{\frac {u-U}{\pi h^{2}}}}x^{2}+{\frac {U}{2\pi }}\right)^{2}}
ein Polynom vom Grad 4 mit konstanter 4. Ableitung:
{\displaystyle f^{(4)}(x)={\frac {96\cdot (u-U)^{2}}{\pi \cdot h^{4}}}.}
Für den Fehler erhält man
{\displaystyle E(f)=-{\frac {h^{5}}{2880}}\cdot {\frac {96\cdot (u-U)^{2}}{\pi \cdot h^{4}}}=-{\frac {h}{30\pi }}\cdot (u-U)^{2}\leq 0,}
somit den gleichen Wert wie oben.
Der Fehler ist kleiner oder gleich Null. Damit ist die Näherung {\displaystyle N} größer oder gleich dem exakten Volumen {\displaystyle V}. Der Fehler ist umso größer, je mehr sich {\displaystyle u} und {\displaystyle U} unterscheiden, je gewölbter das Fass ist. Der Fehler ist genau dann 0, wenn {\displaystyle u=U}, das Fass also ein Zylinder ist, in Übereinstimmung mit obiger Aussage, dass die Formel für Zylinder exakt ist.

## Verwendung als Runge-Kutta-Verfahren
Die Simpsonregel lässt sich auch als Runge-Kutta-Verfahren darstellen, und zwar mit dem Butcher-Schema
{\displaystyle {\begin{array}{c|ccc}0&0&0&0\\{\frac {1}{2}}&{\frac {1}{2}}&0&0\\1&-1&2&0\\\hline &{\frac {1}{6}}&{\frac {4}{6}}&{\frac {1}{6}}\end{array}}.}